# Dílar
Dílar és un municipi andalús situat en la part meridional de la Vega de Granada (província de Granada), als peus de Sierra Nevada. Limita amb els municipis de Gójar, La Zubia, Monachil, Capileira, Lanjarón, Dúrcal, El Padul i Villa de Otura. El riu Dílar discorre pel seu terme municipal.